# Nakobe Dean
Nakobe Rashod Dean (* 13. Dezember 2000 in Horn Lake, Mississippi) ist ein US-amerikanischer American-Football-Spieler auf der Position des Linebackers. Er spielte College Football für die Georgia Bulldogs der University of Georgia und wurde im NFL Draft 2022 in der dritten Runde von den Philadelphia Eagles ausgewählt.

## Frühe Jahre
Dean wuchs mit seinen Geschwistern bei seiner alleinerziehenden Mutter auf. Er ist seit seiner Kindheit Fan der Pittsburgh Steelers. Er besuchte die Horn Lake High School in Horn Lake, Mississippi, an der er in der Football-, Baseball-, Basketball- und Leichtathletikmannschaft aktiv war. Schon in der High School war er allerdings besonders ein herausragendes Talent als Footballspieler und war als Runningback und als Linebacker aktiv. Während er als Runningback allein in seinem letzten Jahr 9 Touchdowns erzielen konnte, konnte er als Linebacker 175 Tackles, sieben Sacks und drei Interceptions verzeichnen. In seiner gesamten Highschoolkarriere gelangen ihm sogar 438 Tackles, 18 Sacks und sechs Interceptions. Aufgrund seiner guten Leistungen in seinem letzten Highschooljahr erhielt Dean den Butkus Award als bester Linebacker in der Highschool und wurde zum Gatorade Football Highschool Player in Mississippi gewählt. Daneben war er auch mit seiner Mannschaft sehr erfolgreich und konnte ungeschlagen die MHSAA Class 6A High School Meisterschaft gewinnen. Zusätzlich fiel er abseits des Spielfeldes auch mit sehr guten schulischen Leistungen und durch sein soziales Engagement auf.
Nach seinem Highschoolabschluss erhielt Dean Stipendienangebote von einer Vielzahl von Colleges, er entschied sich, ein Angebot der University of Georgia aus Athens, Georgia, anzunehmen und dort in der Footballmannschaft zu spielen. Bereits in seinem ersten Jahr am College kam er regelmäßig zum Einsatz und konnte 25 Tackles verzeichnen. In den folgenden beiden Jahren konnte er sich allerdings sehr stark weiterentwickeln. So gelangen ihm 2020 bereits 71 Tackles. 2021 kamen zu 68 Tackles noch 6,0 Sacks und 2 Interceptions, aus denen er sogar einen Touchdown erzielen konnte. Insgesamt konnte er in den drei Jahren am College 164 Tackles, 7,5 Sacks sowie 2 Interceptions verzeichnen. Für seine Leistungen in der Saison 2021 erhielt er den Butkus Award als bester Linebacker im College Football. Daneben wurde er ins First-Team All-American sowie ins First-Team All-SEC gewählt. Auch mit seinem Team war Dean sehr erfolgreich und konnte 2019 den Sugar Bowl, 2020 den Peach Bowl sowie 2021 den Orange Bowl gewinnen. Seine Mannschaft gewann das College Football Playoff National Championship Game mit 33:18 gegen die University of Alabama.

## NFL
Beim NFL-Draft 2022 wurde Dean in der 3. Runde an 83. Stelle von den Philadelphia Eagles ausgewählt. Sein NFL-Debüt gab er direkt am 1. Spieltag beim 38:35-Sieg gegen die Detroit Lions. In der Saison 2022 kam er fast ausschließlich in den Special Teams zum Einsatz. So konnte er sein erstes Tackle erst am 4. Spieltag beim 29:21-Sieg gegen die Jacksonville Jaguars verzeichnen. Am 13. Spieltag gelangen ihm beim 35:10-Sieg gegen die Tennessee Titans insgesamt 6 Tackles, sein Saisonbestwert. Insgesamt kam er in allen 17 Regular Season Spielen der Eagles zum Einsatz und beendete seine Rookie-Saison mit neun Tackles. Da die Eagles in der Saison 14 Spiele gewannen und nur drei verloren, konnten sie die NFC East gewinnen und sich somit für die Playoffs qualifizieren. Dort kam Dean sowohl 38:7-Sieg gegen die New York Giants in der Divisional-Runde als auch beim 31:7-Sieg gegen die San Francisco 49ers im NFC Championship Game zum Einsatz und konnte je ein Tackle verzeichnen. Auch beim folgenden Super Bowl LVII in Glendale, Arizona gegen die Kansas City Chiefs war er Teil der Special Teams. Ihm gelang jedoch kein Tackle und die Eagles verloren das Spiel mit 35:38.
Zur Saison 2023 wurde Dean vor Saisonbeginn zum Starter auf der Position des Middle Linebackers ernannt. Doch schon beim ersten Saisonspiel, einem 25:20-Sieg gegen die New England Patriots, verletzte er sich am Fuß, sodass er mehrere Wochen verletzungsbedingt ausfiel und auf die Injured Reserve Liste gesetzt wurde. Am 6. Spieltag gab er bei der 14:20-Niederlage gegen die New York Jets sein Comeback. Beim 38:31-Sieg gegen die Washington Commanders am 8. Spieltag konnte Dean insgesamt 13 Tackles verzeichnen, sein Karrierebestwert. Beim 28:23-Sieg gegen die Dallas Cowboys in der folgenden Woche gelang ihm zudem sein erster halber Sack. Allerdings zog er sich bei dem Spiel erneut eine Fußverletzung zu, wegen der er erneut auf die Injured Reserve Liste gesetzt wurde und die restliche Saison verletzungsbedingt verpasste.

## Karrierestatistiken
| Legende | Legende         |
| ------- | --------------- |
|         | Super-Bowl-Sieg |

### Regular Season
| Saison                             | Team             | Spiele | Spiele  | Tackles | Tackles | Tackles | Tackles | Tackles | Interceptions | Interceptions | Interceptions | Interceptions | Interceptions | Interceptions | Fumbles | Fumbles | Fumbles |
| Saison                             | Team             | Gesamt | Starter | Gesamt  | Solo    | Assist  | Sack    | Safety  | PD            | Int           | Yards         | Avg           | Lang          | TD            | FF      | FR      | TD      |
| ---------------------------------- | ---------------- | ------ | ------- | ------- | ------- | ------- | ------- | ------- | ------------- | ------------- | ------------- | ------------- | ------------- | ------------- | ------- | ------- | ------- |
| 2022                               | Eagles           | 17     | 0       | 13      | 9       | 4       | 0,0     | 0       | 0             | 0             | 0             | 0,0           | 0             | 0             | 0       | 0       | 0       |
| 2023                               | Eagles           | 5      | 4       | 30      | 22      | 8       | 0,5     | 0       | 0             | 0             | 0             | 0,0           | 0             | 0             | 0       | 0       | 0       |
| 2024                               | Eagles           | 15     | 15      | 128     | 80      | 48      | 3,0     | 0       | 4             | 1             | 0             | 0,0           | 0             | 0             | 1       | 2       | 0       |
| Gesamte Karriere                   | Gesamte Karriere | 37     | 19      | 171     | 111     | 60      | 3,5     | 0       | 4             | 1             | 0             | 0,0           | 0             | 0             | 1       | 2       | 0       |
| Quelle: pro-football-reference.com |                  |        |         |         |         |         |         |         |               |               |               |               |               |               |         |         |         |

### Postseason
| Saison                             | Team             | Spiele | Spiele  | Tackles                         | Tackles                         | Tackles                         | Tackles                         | Tackles                         | Interceptions                   | Interceptions                   | Interceptions                   | Interceptions                   | Interceptions                   | Interceptions                   | Fumbles                         | Fumbles                         | Fumbles                         |
| Saison                             | Team             | Gesamt | Starter | Gesamt                          | Solo                            | Assist                          | Sack                            | Safety                          | PD                              | Int                             | Yards                           | Avg                             | Lang                            | TD                              | FF                              | FR                              | TD                              |
| ---------------------------------- | ---------------- | ------ | ------- | ------------------------------- | ------------------------------- | ------------------------------- | ------------------------------- | ------------------------------- | ------------------------------- | ------------------------------- | ------------------------------- | ------------------------------- | ------------------------------- | ------------------------------- | ------------------------------- | ------------------------------- | ------------------------------- |
| 2022                               | Eagles           | 3      | 0       | 2                               | 2                               | 0                               | 0,0                             | 0                               | 0                               | 0                               | 0                               | 0,0                             | 0                               | 0                               | 0                               | 0                               | 0                               |
| 2023                               | Eagles           | 0      | 0       | verletzungsbedingt ohne Einsatz | verletzungsbedingt ohne Einsatz | verletzungsbedingt ohne Einsatz | verletzungsbedingt ohne Einsatz | verletzungsbedingt ohne Einsatz | verletzungsbedingt ohne Einsatz | verletzungsbedingt ohne Einsatz | verletzungsbedingt ohne Einsatz | verletzungsbedingt ohne Einsatz | verletzungsbedingt ohne Einsatz | verletzungsbedingt ohne Einsatz | verletzungsbedingt ohne Einsatz | verletzungsbedingt ohne Einsatz | verletzungsbedingt ohne Einsatz |
| 2024                               | Eagles           | 1      | 1       | 6                               | 3                               | 3                               | 0,0                             | 0                               | 0                               | 0                               | 0                               | 0,0                             | 0                               | 0                               | 0                               | 0                               | 0                               |
| Gesamte Karriere                   | Gesamte Karriere | 4      | 1       | 8                               | 5                               | 3                               | 0,0                             | 0                               | 0                               | 0                               | 0                               | 0,0                             | 0                               | 0                               | 0                               | 0                               | 0                               |
| Quelle: pro-football-reference.com |                  |        |         |                                 |                                 |                                 |                                 |                                 |                                 |                                 |                                 |                                 |                                 |                                 |                                 |                                 |                                 |